# Saxifraga serotina
Saxifraga serotina är en stenbräckeväxtart som beskrevs av V.N. Siplivinskii. Saxifraga serotina ingår i Bräckesläktet som ingår i familjen stenbräckeväxter. Inga underarter finns listade i Catalogue of Life.